# Conflans-sur-Loing
Conflans-sur-Loing település Franciaországban, Loiret megyében. Lakosainak száma 362 fő (2022. január 1.). Conflans-sur-Loing Amilly, Cortrat, Gy-les-Nonains, Montcresson, Mormant-sur-Vernisson és Saint-Germain-des-Prés községekkel határos.

## Népesség
A település népességének változása:
| Lakosok száma | 196  | 262  | 286  | 338  | 362  | 369  | 365  | 356  | 355  | 362  |
|               | 1968 | 1982 | 1990 | 2006 | 2013 | 2015 | 2017 | 2019 | 2020 | 2022 |